# Hugo Theorell
Axel Hugo Theodor Theorell (6. července 1903 Linköping – 15. srpna 1982 Stockholm) byl švédský biochemik, vysokoškolský pedagog a lékař, nositel Nobelovy ceny za fyziologii a lékařství za rok 1955. Cenu získal za objevy v oblasti chemie enzymů a jejich biologického působení. Působil jako profesor na švédské univerzitě Institut Karolinska.